# جسوال پانی
جسوال پانی (به انگلیسی: Jaswal Pani) یک منطقهٔ مسکونی در پاکستان است که در خیبر پختونخوا واقع شده‌است. جسوال پانی ۱٬۴۱۲ متر بالاتر از سطح دریا واقع شده‌است.